# Mike Wallace & The Caretakers
Mike Wallace & The Caretakers var en svensk popgrupp från Jönköping.

## Medlemmar
Bandet som, bland annat, bestod av:
- Mike Wallace
- Lars Starck
- Thomas Starck
- Claes Lindkvist
- Stephan Möller
- Derek Martin